# Lophoceros bradfieldi
Il buceretto di Bradfield (Lophoceros bradfieldi Roberts, 1930) è un uccello della famiglia dei Bucerotidi, che si trova nella Namibia nord-orientale (specialmente sull'altopiano di Waterberg), Botswana settentrionale, Angola meridionale e Zimbabwe orientale.